# Paul Letarouilly
Paul-Marie Letarouilly (Coutances, 1795 – Parigi, 1855) è stato un architetto e incisore francese.

## Biografia
Fu allievo di Charles Percier e Pierre-François-Léonard Fontaine all'École des beaux-arts. Nel 1819 fu nominato architetto ispettore della riedificazioni del théâtre de l'Odéon.
Nel 1820 compì un viaggio in Italia, da cui ricavò la sua opera Édifices de Rome moderne: ou recueil des palais, maisons, églises, couvents, et autres monuments publics et particuliers les plus remarquables de la ville de Rome, comparso tra il 1840 e il 1855, illustrato con incisioni degli edifici di Roma realizzate da lui stesso.
Al suo ritorno dall'Italia, divenne in successione architetto ispettore dell'Hôtel du ministère des finances, dei monumenti degli Champs-Élysées e, nel 1834, architetto in capo del Collège de France.

## Opere
- Édifices de Rome moderne: ou recueil des palais, maisons, églises, couvents, et autres monuments publics et particuliers les plus remarquables de la ville de Rome, 1840-1855
- Le Vatican et la Basilique de Saint-Pierre de Rome, Parigi, VTE A. Morel et CIE Éditeurs, 1882